# Isaak Moissejewitsch Jaglom
Isaak Moissejewitsch Jaglom (russisch Исаак Моисеевич Яглом, englisch Isaac Yaglom; * 6. März 1921 in Charkiw; † 17. Mai 1988 in Moskau) war ein russischer Mathematiker.

## Leben
Jaglom studierte ab 1938 an der Lomonossow-Universität, wo er 1945 bei Boris Delone und Weniamin Kagan promoviert wurde mit einer Arbeit über Geometrie. Im Zweiten Weltkrieg war er wegen Kurzsichtigkeit zurückgestellt und zog zu seiner Familie in Swerdlowsk, wo er studierte und 1942 seinen Abschluss machte (danach studierte er an der dorthin evakuierten Lomonossow-Universität). 1946 war er Dozent am Moskauer Energie-Institut und danach bis 1949 an der Lomonossow-Universität und 1949 bis 1956 am Pädagogischen Institut Orechowo-Sujewo. Ab 1956 war er am staatlichen Pädagogischen Lenin-Institut. Während dieser Zeit habilitierte er sich 1965 (russischer Doktorgrad). Ab 1968 war er Professor an der Abendschule des Moskauer Metallurgischen Instituts. 1974 bis 1983 war er Professor an der Staatlichen Universität Jaroslawl. 1984 bis 1988 war er Berater an der Akademie der Pädagogischen Wissenschaften.
Jaglom beschäftigte sich mit Algebra und Geometrie und ist Verfasser einer ganzen Reihe populärwissenschaftlicher Bücher über Mathematik. Insgesamt schrieb er über 40 Bücher.
Er ist der Zwillingsbruder des Mathematikers und Physikers Akiva Jaglom.

## Schriften
- Felix Klein and Sophus Lie – the evolution of the idea of symmetry in the 19th century. Birkhäuser, 1985.
- mit Akiva Jaglom Wahrscheinlichkeit und Information. 4. Auflage. Deutscher Verlag der Wissenschaften, Berlin 1984 (englisch: Probability and Information, Reidel, 1983, russisch zuerst 1956).
- A simple non-Euclidean geometry and its physical basis. An elementary account of Galilean geometry and the Galilean principle of relativity. Springer, 1979.
- Geometric Transformations. 3 Bände. Random House, 1962, 1968, 1973 (zuerst russisch in zwei Bänden 1955, 1956).
- Complex numbers in geometry. Academic Press, 1968.
- Mathematical structures and mathematical modeling. Gordon and Breach, 1986.
- mit Golovina: Vollständige Induktion in der Geometrie. Deutscher Verlag der Wissenschaften, Berlin 1973.
- mit Wladimir Boltjanski Konvexe Figuren (= Hochschulbücher für Mathematik. Bd. 24). Deutscher Verlag der Wissenschaften, Berlin 1956.